# フォイルゲン染色
フォイルゲン染色は細胞内のDNAを検出するために用いられる組織化学の手法である。1924年にロバート・フォイルゲンが発見した手法で、希塩酸によりDNAのプリン塩基を除去し、現れた遊離アルデヒド基に亜硫酸フクシン（シッフ試薬）を結合させ、赤紫色の化合物を形成させるものである。
DNAの酸加水分解による方法なので、強酸を用いた固定法は使えない。試料はまず60°Cの1N塩酸で処理した後にシッフ試薬と反応させる。従来はさらに亜硫酸水ですすいでいたが、不必要だと考えられている。これによりDNAが赤紫色に染まる。ライトグリーンSFで対比染色（緑色）する場合がある。
フォイルゲン反応は半定量的な手法である。仮に細胞中のアルデヒド基が全てDNAの加水分解に由来するのであれば、定量的となる。ミクロデンシトメーターや顕微分光光度計を使えばフォイルゲン反応で生じた色素を定量することができる。この方法により、細胞周期のうち間期の細胞には見かけは同じでもDNA含量が倍になっているものがあるということが判明し、これにより間期をG1・S・G2の3つに分割するようになった。